# Цинн, Георг-Август
Георг-Август Цинн (нем. Georg-August Zinn; 27 мая 1901, Франкфурт-на-Майне — 27 марта 1976, Франкфурт-на-Майне) — немецкий юрист и политик, депутат первого бундестага ФРГ, премьер-министр федеральной земли Гессен (1950—1969).

## Биография
Георг-Август Цинн родился 27 мая 1901 года в городе Франкфурт-на-Майне (Гессен-Нассау). Входил в состав Социал-демократической партии Германии (СДПГ) с 1919 года. В ноябре 1929 года Цинн был избран членом городского собрания города Кассель — стал самым молодым членом собрания.
28 октября 1945 года Цинн стал первым министром юстиции земли Гессен в кабинете Карла Гейлера. 14 августа 1949 года Цинн принял участие в первых парламентских выборах в Западной Германии, проходивших после окончания Второй мировой войны: набрал 42,3 % голосов и стал депутатом бундестага (M.d.B. № 11002601) Федеративной Республики Германии (ФРГ), заседавшего в городе Бонн с сентября 1949 по сентябрь 1953 года.
Цинн покинул парламент, поскольку 14 декабря 1950 года был избран премьер-министром (главой правительства) земли Гессен; одновременно, он снова занимал должность министра юстиции земли. Скончался 27 марта 1976 года во Франкфурте-на-Майне.